# Peter Hochschorner

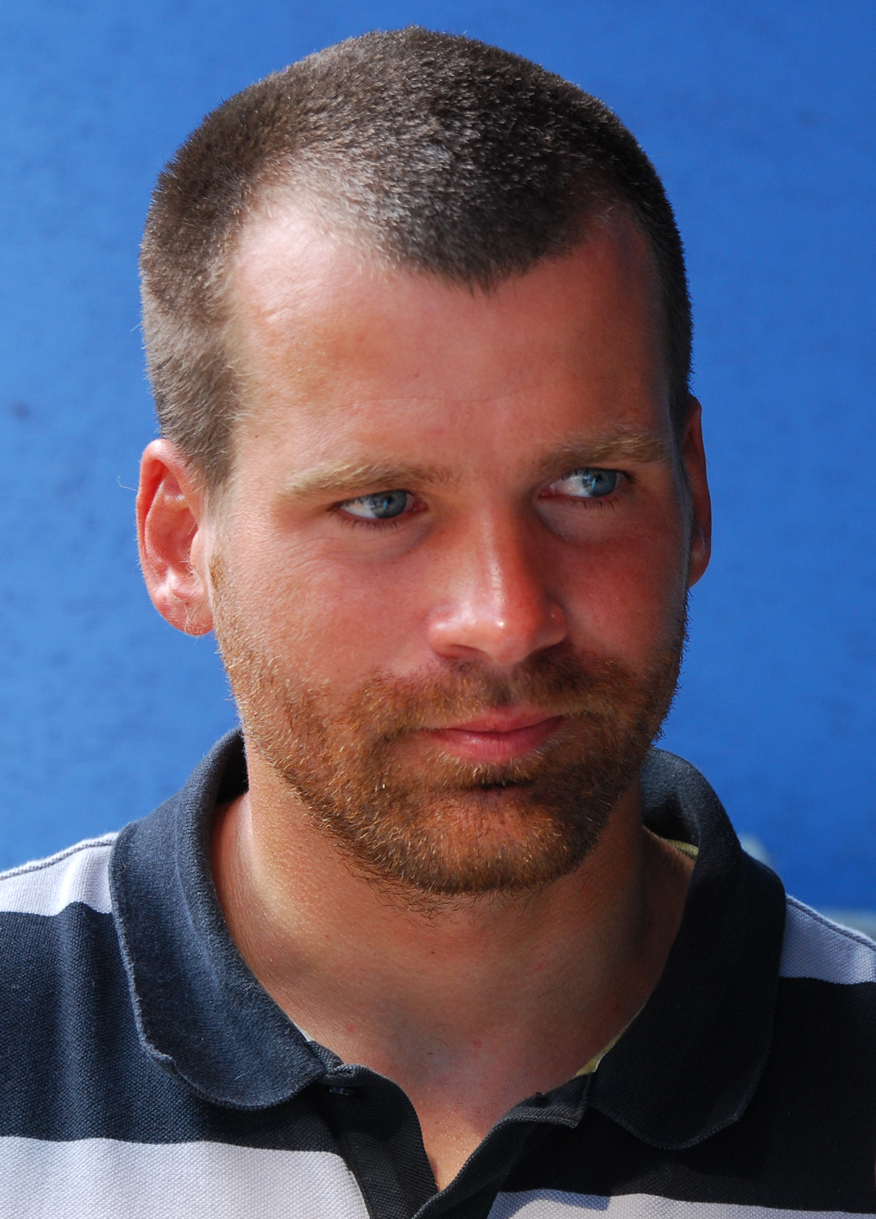
Peter Hochschorner

Peter Hochschorner (* 7. September 1979 in Bratislava) ist ein ehemaliger slowakischer Kanute. Er gewann im Zweier-Canadier zusammen mit seinem Zwillingsbruder Pavol bei Olympischen Spielen drei Goldmedaillen und eine Bronzemedaille im Kanuslalom. Hinzu kamen sechs Weltmeistertitel, davon einer im Mannschaftswettbewerb, und elf Europameistertitel, davon fünf in der Mannschaftswertung.

## Karriere
Pavol und Peter Hochschorner stammen aus einer Kanutenfamilie, beide Eltern waren im Kanuslalom aktiv, die Schwester war Flachwasser-Kanutin. Sie wurden beim ŠKP Bratislava von ihrem Vater Peter Hochschorner Sr. trainiert. 
1998 wurden die beiden Hochschorners Europameister im Zweier-Canadier und Vizeeuropameister in der Mannschaftswertung der Zweier-Canadier. Im Jahr darauf wurden die beiden mit der Mannschaft Vizeweltmeister. Den ersten Höhepunkt ihrer Karriere erlebten die Hochschorners bei den Olympischen Spielen 2000 in Sydney, als sie mit sechs Sekunden Vorsprung Olympiasieger wurden, nachdem sie vor den Spielen bereits ihren Europameistertitel verteidigt hatten. 2002 übertrafen sie ihr Ergebnis von 1998 und wurden Europameister in der Einzel- und in der Mannschaftswertung. Bei den Weltmeisterschaften in Frankreich wurden sie zum ersten Mal Weltmeister. Nach Bronze bei den Weltmeisterschaften 2003 konnten die Hochschorners 2004 in Athen ihren Olympiasieg wiederholen, mit fast vier Sekunden Vorsprung auf die deutschen Marcus Becker und Stefan Henze fiel der Sieg nur wenig knapper aus als vier Jahre zuvor. Auch in den folgenden Jahren gewannen die beiden internationale Medaillen mit dem Höhepunkt des Weltmeistertitels 2007 in Brasilien. Bei den Olympischen Spielen 2008 in Peking gewannen die Hochschorners mit etwas über zwei Sekunden Vorsprung ihre dritte Goldmedaille in Folge. Drei aufeinander folgende Olympiasiege im Kanuslalom gelang niemandem außer Pavol und Peter Hochschorner.
Von 2009 bis 2011 siegten die Hochschorners dreimal bei den Kanuslalom-Weltmeisterschaften. Ihre seit 2007 andauernde Siegesserie beim jeweiligen Saisonhöhepunkt endete bei den Olympischen Spielen 2012 in London, als sie die Bronzemedaille hinter zwei britischen Booten erkämpften. In den Jahren danach gewannen sie weiter Medaillen in der Mannschaftswertung zusammen mit Ladislav und Peter Škantár sowie Tomáš Kučera und Jan Batik. Diese Mannschaft gewann 2017 auch Bronze, als der Zweier-Canadier der Männer zum letzten Mal auf dem Programm bei Weltmeisterschaften stand.
2010 erhielten die Hochschorners den Ľudovít-Štúr-Orden verliehen. 2009 und 2011 wurden sie in der Slowakei zum Sportler des Jahres gewählt. Seit 2009 sind sie Mitglieder der International Whitewater Hall of Fame.
Peter Hochschorner hat ein abgeschlossenes Studium der Trainings- und Sportwissenschaften der Comenius-Universität Bratislava. Er betreibt eine Autoreparatur-Werkstatt in Bratislava.

## Medaillen
- 1998: Gold Europameisterschaften

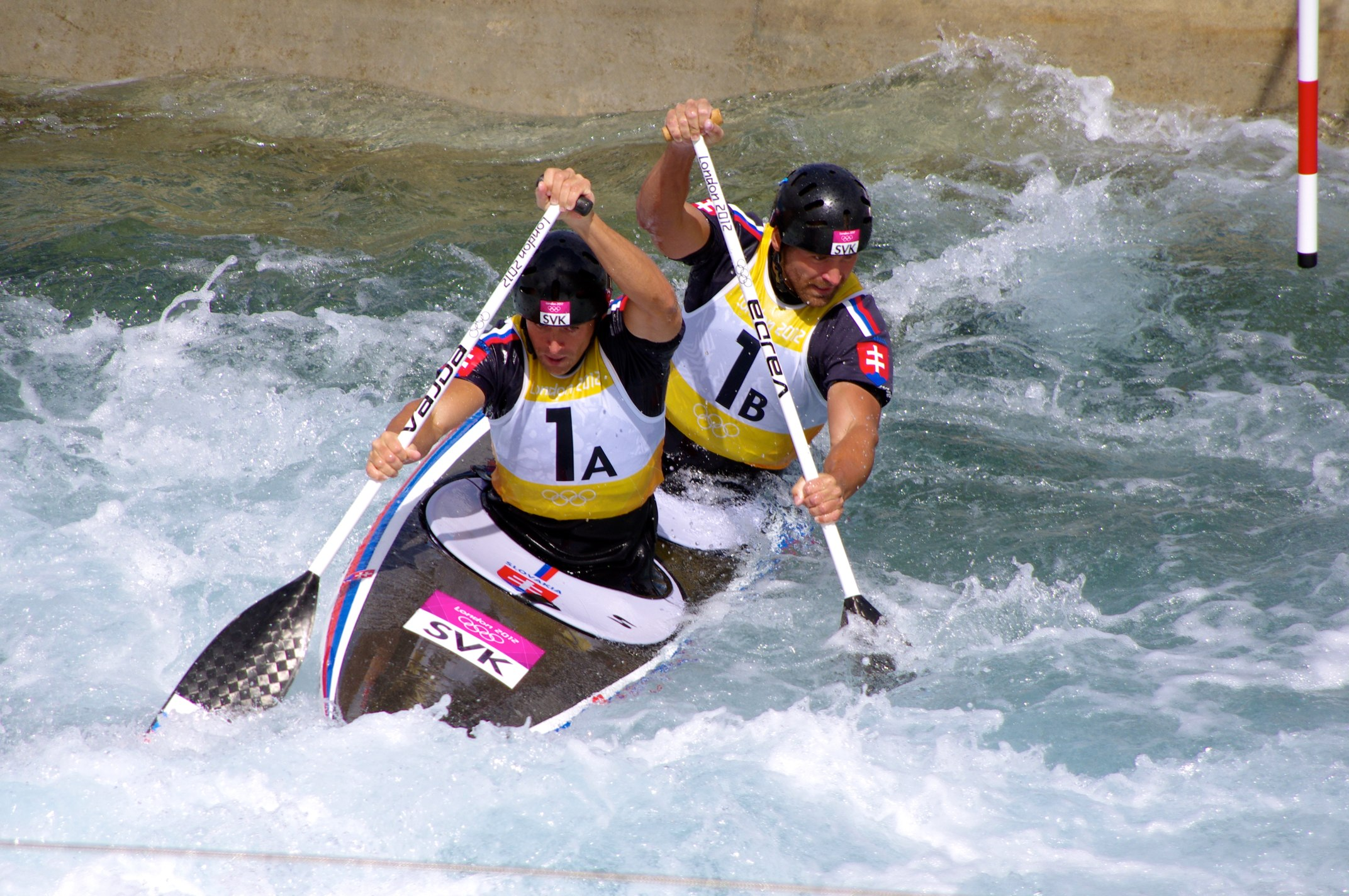
Pavol (vorn) und Peter Hochschorner bei den Olympischen Spielen 2012

- 1998: Silber Europameisterschaften Mannschaftswertung
- 1999: Silber Weltmeisterschaften Mannschaftswertung
- 2000: Gold Europameisterschaften
- 2000: Silber Europameisterschaften Mannschaftswertung
- 2000: Gold Olympische Sommerspiele
- 2002: Gold Europameisterschaften
- 2002: Gold Europameisterschaften Mannschaftswertung
- 2002: Gold Weltmeisterschaften
- 2003: Bronze Weltmeisterschaften
- 2004: Gold Olympische Sommerspiele
- 2005: Gold Europameisterschaften Mannschaftswertung
- 2006: Silber Europameisterschaften
- 2006: Bronze Weltmeisterschaften
- 2006: Bronze Weltmeisterschaften Mannschaftswertung
- 2007: Bronze Europameisterschaften
- 2007: Gold Weltmeisterschaften
- 2007: Bronze Weltmeisterschaften Mannschaftswertung
- 2008: Gold Europameisterschaften
- 2008: Bronze Europameisterschaften Mannschaftswertung
- 2008: Gold Olympische Sommerspiele
- 2009: Gold Europameisterschaften
- 2009: Gold Weltmeisterschaften
- 2009: Gold Weltmeisterschaften Mannschaftswertung
- 2010: Gold Weltmeisterschaften
- 2011: Gold Europameisterschaften
- 2011: Silber Europameisterschaften Mannschaftswertung
- 2011: Gold Weltmeisterschaften
- 2011: Silber Weltmeisterschaften Mannschaftswertung
- 2012: Silber Europameisterschaften
- 2012: Bronze Olympische Sommerspiele
- 2013: Silber Weltmeisterschaften Mannschaftswertung
- 2014: Gold Europameisterschaften Mannschaftswertung
- 2014: Silber Weltmeisterschaften Mannschaftswertung
- 2015: Gold Europameisterschaften Mannschaftswertung
- 2016: Gold Europameisterschaften Mannschaftswertung
- 2017: Bronze Weltmeisterschaften Mannschaftswertung